# Relațiile dintre Australia și China
Relațiile dintre Australia și China, se referă la relațiile dintre Australia și China. Primul consulat chinez din Australia a fost înființat în 1909, iar relațiile diplomatice au fost stabilite în 1941. Australia a continuat să recunoască guvernul Republicii Chineze (RC) după ce a pierdut Războiul Civil Chinez și s-a retras în Formosa în 1949, dar a schimbat recunoașterea în favoarea Republica Populare (RPC) la 21 decembrie 1972. Relațiile dintre China și Australia au crescut considerabil de-a lungul anilor. Ambele țări sunt implicate activ din punct de vedere economic, cultural și politic, acoperind numeroase organizații, cum ar fi CEAP, Summitul Asiei de Est și G20. China este cel mai mare partener comercial al Australiei și a investit în companii miniere australiene.